# En spricka i kristallen (TV-serie)
En spricka i kristallen är en svensk miniserie (Drama) i två delar från 2007 i regi av Harald Hamrell. Serien bygger på Cecilia Gyllenhammars roman med samma namn från 2004 och i rollerna ses bland andra Källa Bie, Jessica Zandén och Peter Andersson.

## Handling
Serien kretsar kring Suss som växer upp i en familj där framgång, makt och sammanhållning är en självklarhet. Uppmärksamheten i familjen riktas mot den dyrkade pappan och Suss präglas av sin känslokalla mammas oförmåga att se och älska dottern. Suss bekräftelsebehov växer sig till slut oöverstigligt.
I ett desperat försök att slå sig fri från familjen gifter sig Suss med en man hon egentligen inte älskar och som inte heller älskar henne. Äktenskapet slutar i katastrof och de skiljer sig innan första barnet föds. Suss söker skydd hos familjen som köper henne fri från exmakens krav.
Några år senare träffar Suss den riktiga kärleken, Markus. Till en början går allt bra och de gifter sig och skaffar barn, men så börjar Suss åter ge efter för familjens förväntningar och krav. Till slut ställer Markus ett ultimatum: Suss måste välja, mamman eller honom. Hon väljer Markus och lyckas övertyga honom om sin kärlek och de börjar om sitt förhållande. De flyttar ut till ett gammalt fyrhus där Suss får energi att börja skriva romanen om sitt liv.

## Rollista
- Källa Bie	– Suss
- Jessica Zandén – mamman
- Peter Andersson – pappan
- Björn Bengtsson – Richard
- Alice Havrell Nilsson	– Suss som barn
- Christina Stenius	– mormor
- Lars Amble – morfar
- Hanna Alström – Louise
- Andreas La Chenardière – Markus
- Alexander Stocks – Gustav
- Erik Lockington – Simon, Suss' son
- Maria Havrell	– expediten
- Karin de Frumerie	– kvinna på fest
- Annika Bromander – hushållerska

## Om serien
En spricka i kristallen spelades in under juni och juli 2007 i Mölnlycke och Göteborg. Serien producerades av Lars Pettersson för Tre Vänner Produktion AB och Fundament Film AB. Den fotades av Andreas Wessberg och klipptes av Sebastian Amundsen. Den visades i Sveriges Television mellan 10 och 17 december 2007. Den utgavs på DVD 2008.